# Trasportatori ABC
I trasportatori ABC (dall'inglese ATP-binding cassette) sono trasportatori transmembrana che intervengono nel trasporto di una grande quantità di sostanze attraverso le membrane endo ed extra cellulari, inclusi farmaci, prodotti metabolici, lipidi e steroli.
Sono classificate in questo modo in virtù del loro dominio che lega ATP (NBF, Nucleotide Binding Fold).

## Funzioni
I trasportatori ABC utilizzano l'energia dell'idrolisi dell'ATP per trasportare varie sostanze attraverso le membrane cellulari. All'interno dei batteri, pompano vari substrati essenziali come glucidi, vitamine e ioni all'interno della cellula. Negli eucarioti, trasportano principalmente molecole all'esterno della membrana plasmatica o all'interno di organuli endoplasmatici come il reticolo endoplasmatico, mitocondri etc. Più recentemente è stata dimostrata la loro presenza all'interno della placenta, col ruolo di rimuovere xenobiotici dalla circolazione fetale e di rifornire quest'ultima di sostanze utili.
I composti trasportati includono:
- lipidi e steroli
- ioni e piccole molecole
- farmaci
- grandi polipeptidi.